# Хеллівел Гоббс
Хеллівелл Гоббс (англ. Halliwell Hobbes; 16 листопада 1877, Стратфорд-на-Ейвоні, Уорікшир — 20 лютого 1962, Санта-Моніка, Каліфорнія) — англійський актор.
Його дебют на сцені відбувся 1898 року в компанії Френка Бенсона, Гоббс граючи в шекспірівському репертуарному театрі з такими акторами як Еллен Террі та місіс Патрік Кемпбелл. У 1906 році він переїхав до США і почав працювати як актор та режисер. У 1929 році (у віці 51 року) він перейшов до Голлівуду, граючи ролі старих, священнослужителів, дворецьких, лікарів, лордів та дипломатів.
До початку 1940-х років він став отримувати все менше ролей, проте до 1949 знявся більш ніж у 100 фільмах.
У середині 1940-х років Гоббс повернувся на Бродвей, з'явившись у «Ромео і Джульєтті» в ролі лорда Капулетті і працював там до кінця 1955 року.
У 1950-х роках він перейшов працювати на телебачення, знімаючись у різних постановках. Був одружений з Ненсі Маршланд. Обличчя Хеллвіла Гоббса виглядало дуже виснаженим через запалі щіки, що пояснюється видаленням 12 зубів.
Помер від серцевого нападу і був похований у каплиці Пайнс Crematory у Лос-Анджелесі.